# Peray
Peray település Franciaországban, Sarthe megyében. Lakosainak száma 71 fő (2022. január 1.). Peray Avesnes-en-Saosnois, Courcival, Nauvay, Saint-Aignan és Marolles-les-Braults községekkel határos.

## Népesség
A település népességének változása:
| Lakosok száma | 70   | 65   | 63   | 62   | 61   | 60   | 64   | 67   | 71   |
|               | 2013 | 2015 | 2016 | 2017 | 2018 | 2019 | 2020 | 2021 | 2022 |